# Alonso Remón

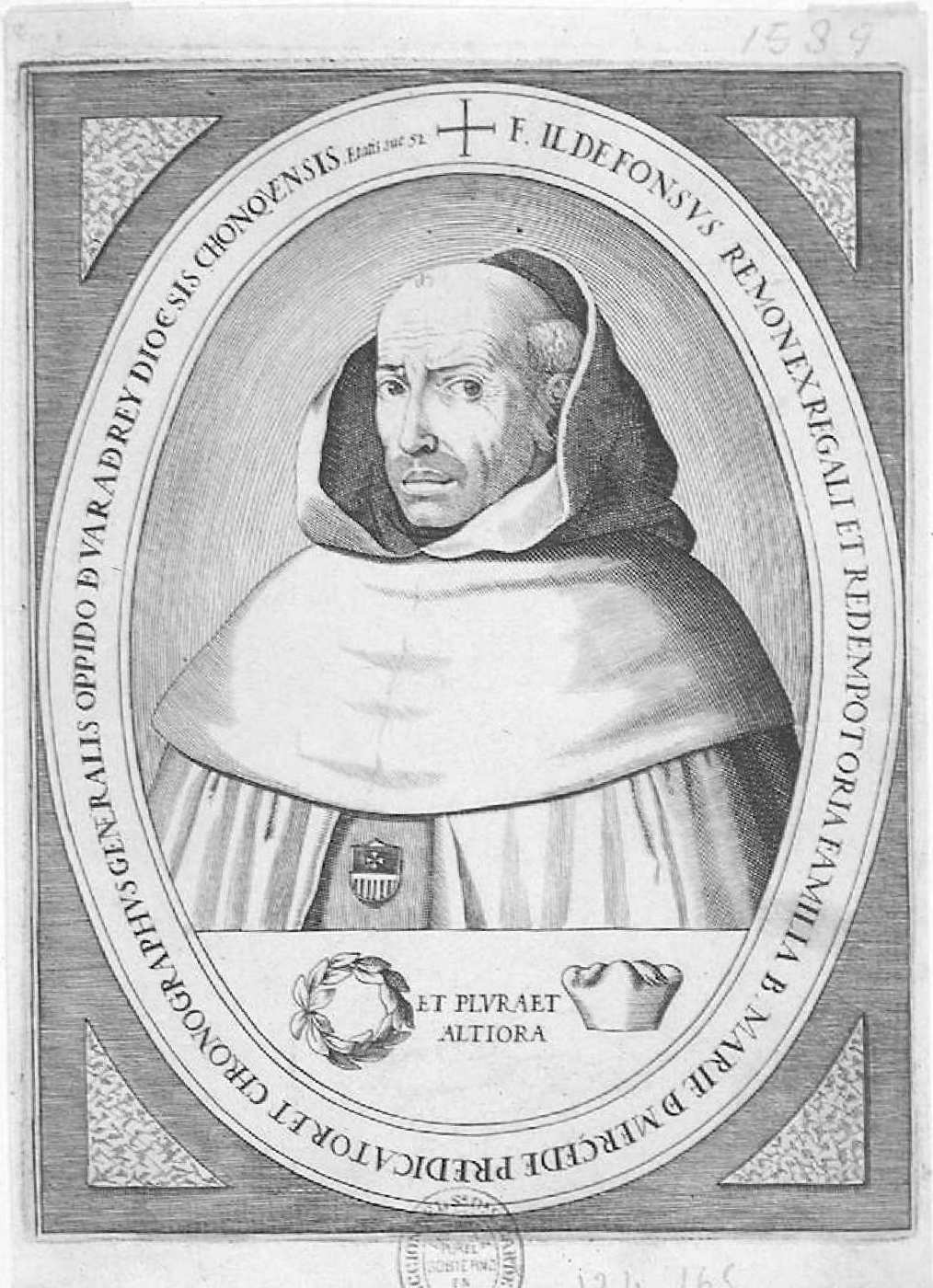
Retrato de Alonso Remón. Grabado anónimo, ilustración de su obra Eetymon ieron, 1612. Biblioteca Nacional de España.

Fray Alonso Remón (Vara de Rey, Cuenca, 1561-Madrid, 1632), fraile mercedario, dramaturgo, prosista y orador del Siglo de Oro español.

## Biografía
Se doctoró en Teología por la Universidad de Alcalá de Henares. Ingresó en la Orden de la Merced en 1605 y llegó a ser cronista de la misma escribiendo una Historia general de la Orden de la Merced (1618-1633), de la que solo alcanzó a publicar dos volúmenes. En Toledo coincidió acaso con el periodo de formación del también mercedario Tirso de Molina y se hizo amigo de Lope de Vega; recibió elogios de éste, de Quevedo y de Cervantes y se hizo famoso como orador sagrado; en esta disciplina publicó La espada sagrada y arte para nuevos predicadores (1616) y continuó con otras obras morales como Gobierno humano sacado del divino (1624) y La casa de la razón y el desengaño (1625). 
Como autor dramático cultivó en especial tanto las comedias históricas (El señor don Juan de Austria en Flandes, de contrastada fidelidad a los datos y tal vez su mejor obra, o El sitio de Mons) como las hagiográficas (San Juan Evangelista, 1588; El santo sin nacer y mártir sin morir o San Jacinto, escrita, con su loa, para las fiestas de canonización de este santo el 17 de abril de 1594). Son biográficas las dos partes de El español entre todas las naciones y clérigo agradecido que hizo sobre la vida del gran viajero y aventurero giennense Pedro Ordóñez de Cevallos, autor de una Historia y viaje del mundo que le sirve de fuente. También son suyas Las grandezas de Madrid (1606) y Las tres mujeres en una (de hacia 1609). Compuso además dos autos sacramentales: El hijo pródigo (1599) y La ninfa del cielo; se le atribuyen también El católico español San Ramón Nonat e incluso El condenado por desconfiado de Tirso de Molina. En un Tratado de los reinos de Indias donde se incluyó su comedia sobre Pedro Ordóñez de Ceballos se dice que escribió más de doscientas comedias, pero muy pocas han llegado hasta nosotros; la causa era tal vez su modestia, pues no en vano Cervantes lo pinta en su Viaje del Parnaso en un grupo de "seis personas religiosas", que, embozadas, fingen y ocultan su fama poética por decoro y respeto hacia su condición de eclesiásticos.
Escribió además diversos tratados morales y costumbristas, como Historia de la imagen de Nuestra Señora de los Remedios de la Villa de Madrid y Entretenimientos y juegos honestos (1623). También una Vida del Caballero de Gracia (1620). Preparó una edición de la Historia verdadera de la conquista de la Nueva España de Bernal Díaz del Castillo (1632), en la que es posible que embutiera materiales propios. Murió en 1632 en Madrid, sin llegar a ver impreso el último tomo de su Historia General de la Orden de la Merced.
Su fama literaria era en su tiempo notable por su prosa y por su teatro, pero no ha perdurado hasta la actualidad. Muchos críticos han pensado que es la misma persona que Antonio Liñán y Verdugo, pero no es probable que tengan que ver entre sí.